# Mô hình mứt mận

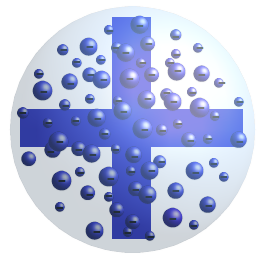
Mô hình bánh pudding của nguyên tử.

Mô hình hiện tại của cấu trúc tiểu nguyên tử bao gồm một hạt nhân dày đặc được bao quanh bởi một "đám mây" có xác suất của các điện tử

Mô hình mứt mận hay mô hình bánh pudding (tiếng Anh: Plum pudding model) là một trong các mô hình khoa học của nguyên tử. Mô hình do J. J. Thomson đề xuất lần đầu tiên vào năm 1904, ngay sau khi phát hiện ra electron, nhưng trước khi khám phá ra hạt nhân nguyên tử .
Mô hình này đại diện cho nỗ lực củng cố các thuộc tính của các nguyên tử được biết đến vào thời điểm đó: 1) các điện tử là các hạt tích điện âm và 2) nguyên tử là tích điện trung hòa.

## Mô hình
Trong mô hình này, các nguyên tử được biết là bao gồm các electron tích điện âm. Mặc dù Thomson gọi chúng là "corpuscles", chúng thường được gọi là "electron" như G. J. Stoney đề xuất năm 1894 . Lúc đó các nguyên tử được cho là có điện tích trung hòa. Để giải thích cho điều này, Thomson cho rằng nguyên tử cũng phải có một nguồn tích điện dương cân bằng điện tích âm của các điện tử. Ông đã xem xét ba mô hình hợp lý có thể đáp ứng các thuộc tính đã biết của các nguyên tử tại thời điểm đó:
1. Mỗi electron có điện tích âm ghép cặp với một hạt tích điện dương đi theo nó ở khắp mọi nơi bên trong nguyên tử.
2. Các điện tử tích điện âm tích tụ ở một khu vực trung tâm của điện tích dương có cùng độ lớn như tất cả các điện tử.
3. Các electron âm chiếm một vùng không gian mà chính nó là một điện tích dương (thường được coi là một loại "súp" hoặc "đám mây" của điện tích dương).

Thomson đã chọn khả năng thứ ba là cấu trúc nguyên tử có nhiều khả năng nhất, và công bố mô hình đề xuất của mình trong tạp chí khoa học hàng đầu của Anh là Philosophical Magazine ấn bản tháng 3 năm 1904. Theo quan điểm của Thomson:
... các nguyên tử của các nguyên tố bao gồm một số các hạt nhân điện tích âm được bao bọc trong một bầu khí quyển tích điện dương,...
Mô hình này từ bỏ giả thuyết trước đó là "nguyên tử đám mây" (nebular atom), trong đó coi nguyên tử bao gồm các xoáy phi vật chất. Mô hình của Thomson dựa trên các bằng chứng thực nghiệm đã biết thời đó, và đã có đóng góp tích cực cho phản ánh bản chất của tự nhiên. Cách tiếp cận khoa học của ông đối với khám phá đó là để đề xuất các ý tưởng để hướng dẫn thí nghiệm trong tương lai.